# Rottenführer

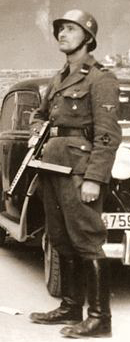
Rottenführer Josef Blösche (1912–1969).

Rottenführer var en grad inom det nazityska paramilitära SS. Graden instiftades 1932 och motsvarar korpral.

## SS-Rottenführer i urval
- Heinrich Barbl
- Josef Blösche
- Gustaf Ekström
- Thomas Wippenbeck

## Gradbeteckningar för Rottenführer i Waffen-SS

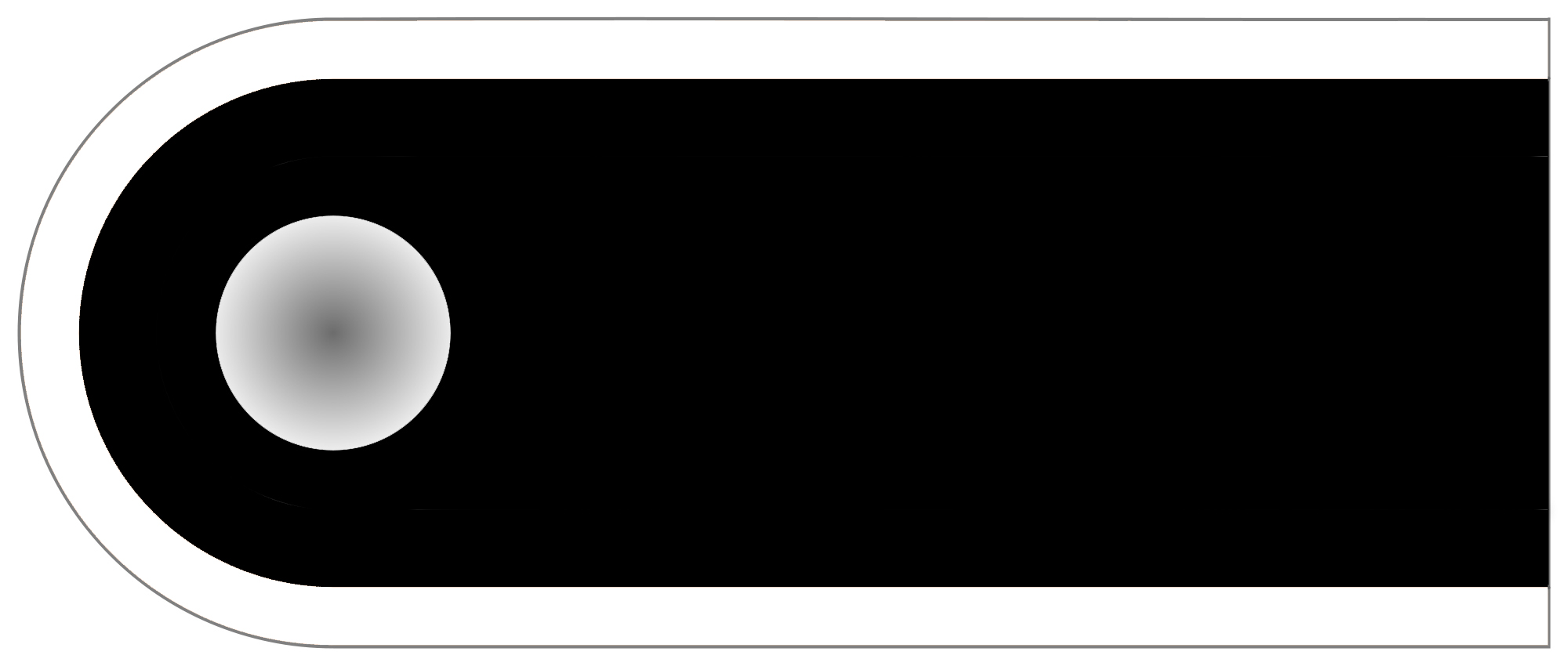
Axelklaff
Kragspeglar
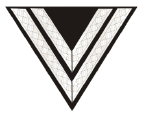
Ärmmärke